# L'inganno felice
L'inganno felice (em português: A Decepção Afortunada) é uma farsa em um ato por Gioachino Rossini com um libreto por Giuseppe Foppa.
A estréia ocorreu no Teatro San Moisè em Veneza no dia 8 de janeiro de 1812 e foi um grande um sucesso. No final da década de 1810, a ópera foi executada na maioria dos teatros da Itália, como também em Londres e em Paris. Depois deste grande sucesso o diretor do Teatro San Moisè contratou Rossini para escrever mais três óperas para o teatro.

## Personagens
- Isabella - soprano
- Duque Bertrando - tenor
- Batone - baixo ou barítono
- Tarabotto - baixo
- Ormondo - baixo ou barítono

## Sinopse

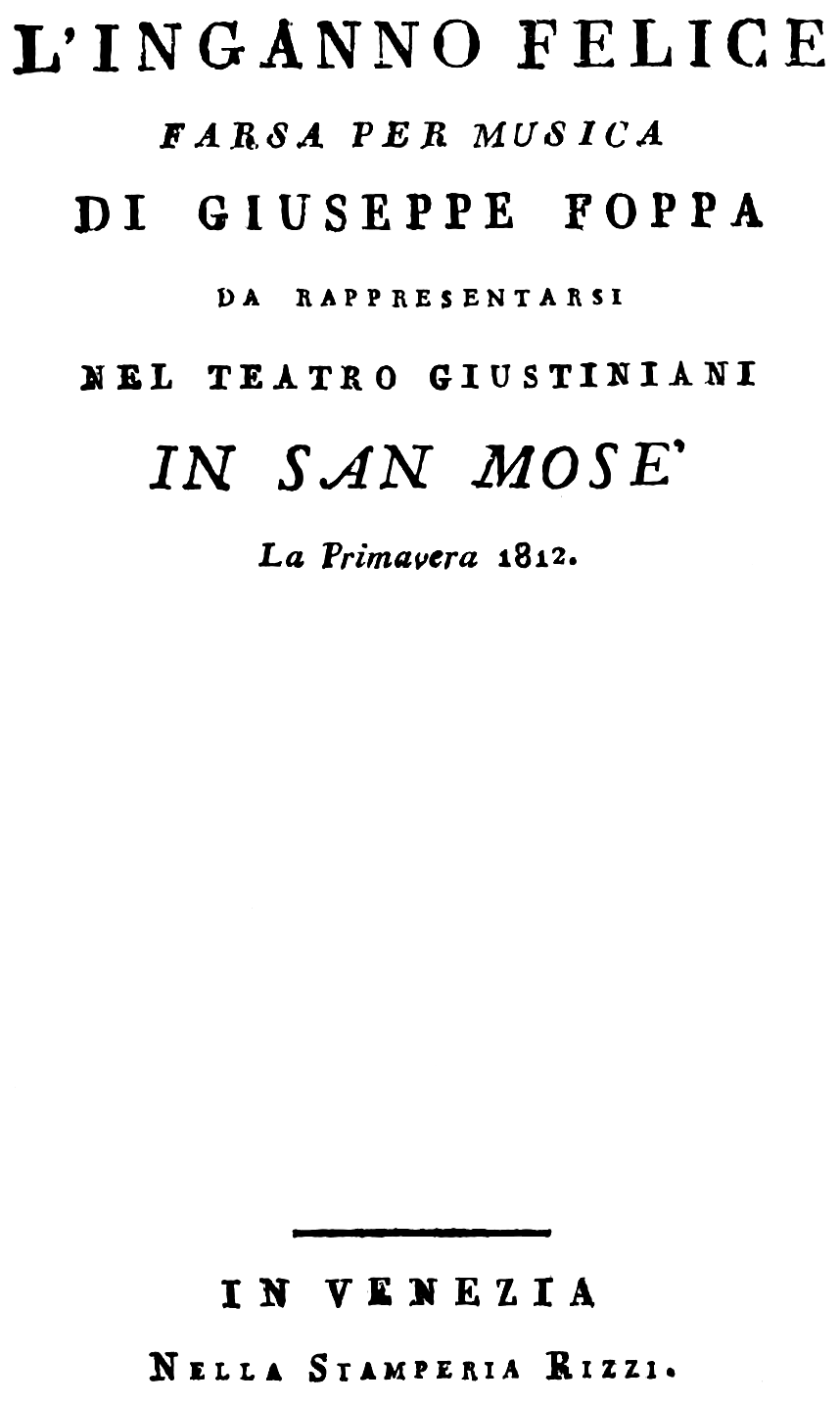
⠀⠀⠀⠀⠀⠀

O vilão Ormondo estava apaixonado por Isabella que se casou com Duque Bertrando. Quando ela rejeitou os avanços dele, Ormondo espalhou rumores maliciosos sobre a reputação dela e subornou Batone em a lançar em um barco no mar. Mas ela foi salvada por um mineiro local, Tarabotto que então a disfarçou como a sobrinha dele Nisa.
Ação: A ópera abre dez anos depois. O Duque Bertrando está visitando as minas. Isabella que ainda está apaixonado pelo seu marido revela a verdadeira identidade dela para Tarabotto que promete a ajudar. O duque chega com Ormondo e Batone. O duque ainda está apaixonado pela esposa dele que foi embora apesar dele acreditar nos rumores que ela era infiel a ele. Batone pega visão de "Nisa" e percebe que ela é Isabella em disfarce. Ele delineia com Ormondo para a seqüestrar aquele noturno mas Tarabotto escuta o plano deles. Os dois vilões são desmascarados antes de eles pudessem seqüestrar Isabella cuja verdadeira história é revelada quando ela mostrar todo o mundo para a duquesa dela' roupas e um retrato do duque que ela manteve com ela. São reunidos Bertrando e Isabella.